# Excelsior Motor Mfg and Supply Co, Chicago

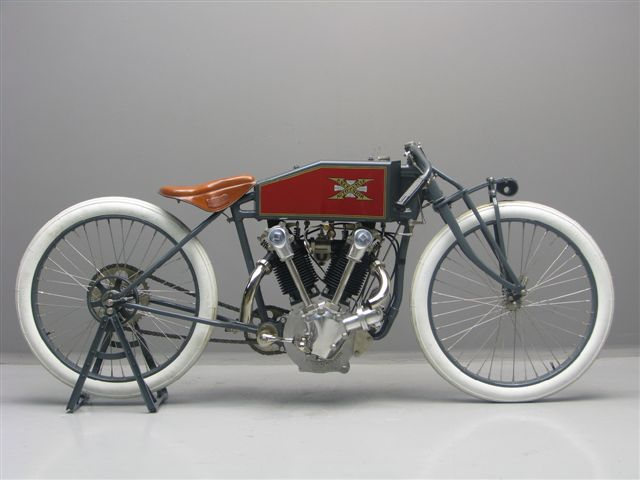
Excelsior OHC V-twin racemotor uit 1919

Excelsior is een historisch merk van motorfietsen.
Excelsior Supply & Mfg. Co., Chicago, Illinois (1907-1931).
Dit was het grootse motorfietsmerk met deze naam, maar ook een van de twee motorfietsfabrikanten die tegelijkertijd, onafhankelijk van elkaar, onder de naam "Excelsior" motorfietsen produceerden in Chicago. De andere was Excelsior Cycle Company.
Deze Amerikaanse Excelsior-fabriek werd in 1876 als fietsenfabriek opgericht. Het eerste motorfietsmodel, de Autocycle, verscheen in 1907.
In 1911 werd Excelsior gekocht door de Duitse immigrant Ignaz Schwinn.
Beroemde modellen waren de Excelsior Super X 750 cc V-twin (die in Engeland als American-X verkocht werd, omdat daar al een merk met de naam Excelsior bestond) en de Excelsior-Henderson-viercilinders, die men in 1917 van Henderson had overgenomen.
In 1931 eindigde de productie van motorfietsen toen Schwinn als gevolg van de economische depressie plotseling besloot met pensioen te gaan en ging het merk als fietsenfabriek verder.

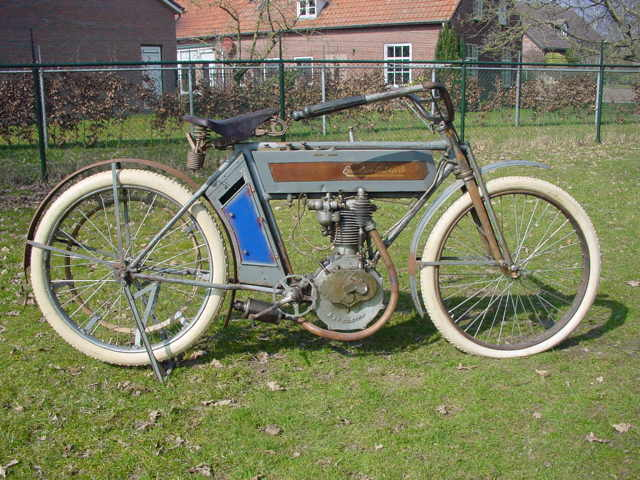
Excelsior 500 cc eencilinder uit 1910
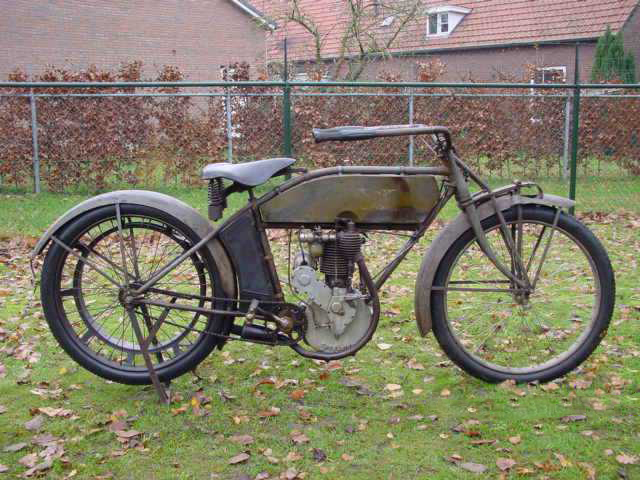
Excelsior 500 cc eencilinder uit 1912
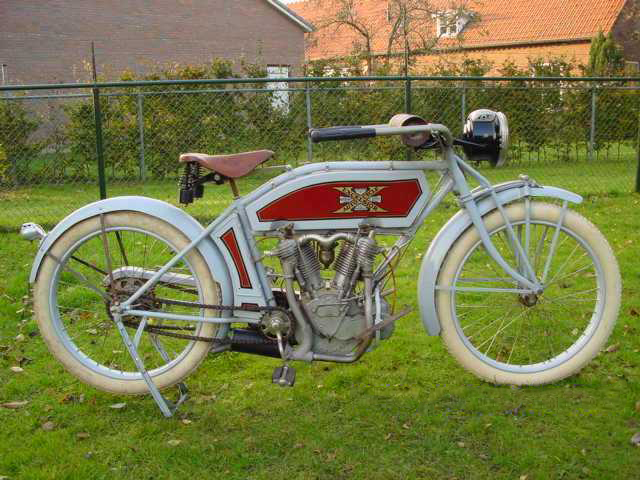
Excelsior Single Speed 975 cc uit 1914
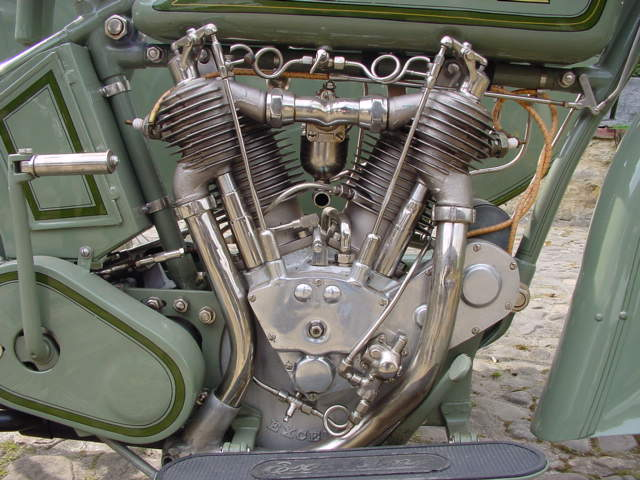
Prachtige techniek uit 1917
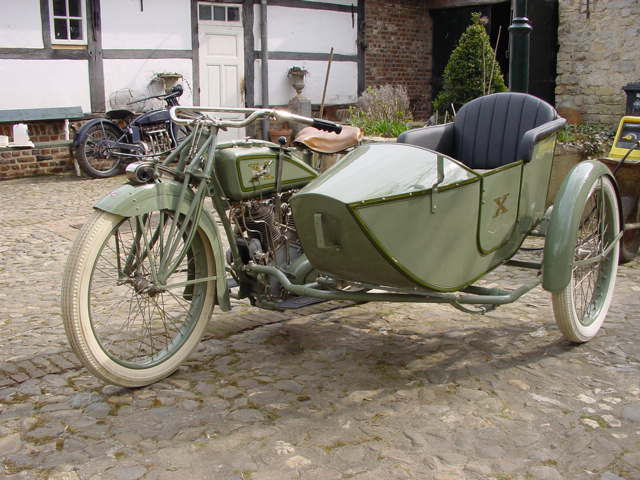
Excelsior 974 cc v-twin-zijspancombinatie uit 1917
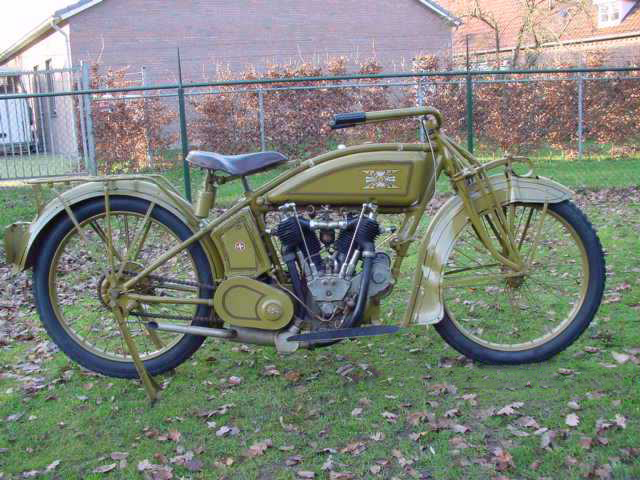
Excelsior 974 cc 1918
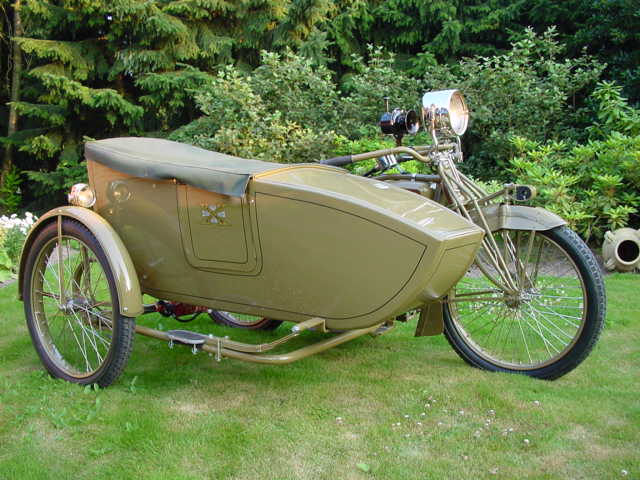
Excelsior 1000 cc zijspancombinatie uit 1919
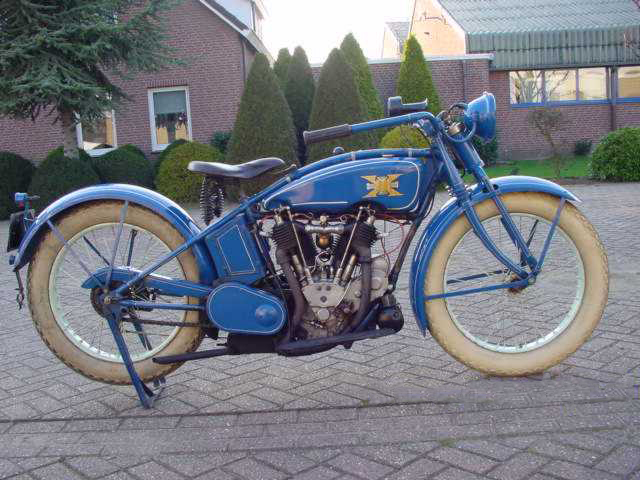
Excelsior 974 cc V-twin (ca. 1920)